# El Cobradero
El Cobradero är en ort i Mexiko, tillhörande Naucalpan de Juárez kommun i delstaten Mexiko. El Cobradero ligger i den centrala delen av landet och tillhör Mexico Citys storstadsområde. Orten hade 256 invånare vid folkmätningen 2010. 2020 hade befolkningen ökat till 435 personer.